# ぐっすんぱらだいす
『ぐっすんぱらだいす』は1996年11月22日にアイレムより発売されたPlayStation用ソフト。『ぐっすんおよよ』に登場した「ぐっすん」と「およよ」がテーマパーク「ぐっすんぱらだいす」にて活躍するアクションゲーム。
2007年6月28日から2011年8月11日までPlayStation 3およびPlayStation Portable向けにゲームアーカイブスにてダウンロード販売されていた。

## ストーリー
テーマパーク「ぐっすんぱらだいす」を訪れたぐっすんとおよよ。突如として現れ、パークを占領した「よよ」。ぐっすんとおよよはぐっすんぱらだいすを取り戻すために奮闘する。

## ゲームシステム
『ぐっすんおよよ』のキャラクターが登場するが、ゲームシステムは『ぐっすんおよよ』とは全く異なる。
ぐっすんを操り、ステージ内の敵を全滅させるのが目的の面クリア型アクション。ぐっすんは□ボタンかRボタンでクラッカー弾を発射、×ボタンでジャンプをする。登場する敵はクラッカー弾で気絶させることができるが倒すことは出来ない。敵を倒すには「ばくはつくん」という爆弾型のキャラクターを利用する必要がある。ばくはつくんはぐっすんが接触することで点火し、数秒後に爆風を発して爆発する。この時に敵を爆風に巻き込むと倒すことができる。ただし、爆発に巻き込まれるとぐっすんもミスになってしまう。敵と接触するとミスになるが、気絶状態の敵には接触しても大丈夫。